# Quadro de medalhas dos Jogos Olímpicos de Inverno de 1994
Este é o quadro de medalhas dos Jogos Olímpicos de Inverno de 1994, realizados em Lillehammer, Noruega. O ordenamento é feito pelo número de medalhas de ouro, estando as medalhas de prata e bronze como critérios de desempate em caso de países com o mesmo número de ouros. Se, após esse critério, os países continuarem empatados, posicionamento igual é dado e eles são listados alfabeticamente. Este é o sistema utilizado pelo Comitê Olímpico Internacional.
| Ordem | País               | Medalha de ouro | Medalha de prata | Medalha de bronze |     |
| ----- | ------------------ | --------------- | ---------------- | ----------------- | --- |
| 1     | RUS Rússia         | 11              | 8                | 4                 | 23  |
| 2     | NOR Noruega        | 10              | 11               | 5                 | 26  |
| 3     | GER Alemanha       | 9               | 7                | 8                 | 24  |
| 4     | ITA Itália         | 7               | 5                | 8                 | 20  |
| 5     | USA Estados Unidos | 6               | 5                | 2                 | 13  |
| 6     | KOR Coreia do Sul  | 4               | 1                | 1                 | 6   |
| 7     | CAN Canadá         | 3               | 6                | 4                 | 13  |
| 8     | SUI Suíça          | 3               | 4                | 2                 | 9   |
| 9     | AUT Áustria        | 2               | 3                | 4                 | 9   |
| 10    | SWE Suécia         | 2               | 1                |                   | 3   |
| 11    | JPN Japão          | 1               | 2                | 2                 | 5   |
| 12    | KAZ Cazaquistão    | 1               | 2                |                   | 3   |
| 13    | UKR Ucrânia        | 1               |                  | 1                 | 2   |
| 14    | UZB Uzbequistão    | 1               |                  |                   | 1   |
| 15    | BLR Bielorrússia   |                 | 2                |                   | 2   |
| 16    | FIN Finlândia      |                 | 1                | 5                 | 6   |
| 17    | FRA França         |                 | 1                | 4                 | 5   |
| 18    | NED Países Baixos  |                 | 1                | 3                 | 4   |
| 19    | CHN China          |                 | 1                | 2                 | 3   |
| 20    | SLO Eslovênia      |                 |                  | 3                 | 3   |
| 21    | GBR Grã-Bretanha   |                 |                  | 2                 | 2   |
| 22    | AUS Austrália      |                 |                  | 1                 | 1   |
| TOTAL | TOTAL              | 61              | 61               | 61                | 183 |

## Referência
- Quadro de medalhas - Lillehammer 1994, página do Comitê Olímpico Internacional